# Memorial-Fupes-Santos
Memorial-Fupes-Santos is een Braziliaanse wielerploeg. De ploeg bestaat sinds 2016, maar bestond voordien al als wielerploeg onder de naam Memorial-Prfeitura de Santos. Memorial-Fupes-Santos komt uit in de continentale circuits van de UCI. Claudio Diegues is de manager van de ploeg.

## 2014

### Selectie
| Naam                           | Geboortedatum     | Nationaliteit | Ploeg 2013                                     |
| ------------------------------ | ----------------- | ------------- | ---------------------------------------------- |
| Geovane Andriato               | 3 april 1992      | Brazilië      | Neo                                            |
| Diego Ares                     | 29 september 1986 | Brazilië      | Team Vorarlberg                                |
| Armando Camargo                | 8 augustus 1982   | Brazilië      |                                                |
| Lauro Chanan                   | 25 juni 1987      | Brazilië      | Neo                                            |
| Robson Dias                    | 14 september 1983 | Brazilië      |                                                |
| Soelito Gohr                   | 14 september 1973 | Brazilië      |                                                |
| Tiego Justo                    | 23 april 1988     | Brazilië      |                                                |
| Iago Marinelli                 | 20 februari 1992  | Brazilië      | Neo                                            |
| Gideone Monteiro (vanaf 15/05) | 2 september 1989  | Brazilië      | São Francisco Saude-Açucar Caravelas-Gold Meat |
| Mauricio Morandi               | 28 april 1981     | Brazilië      |                                                |
| Fabricio Morandi               | 28 april 1981     | Brazilië      |                                                |
| Douglas Neto                   | 27 juni 1991      | Brazilië      | Neo                                            |
| Marco Novello                  | 6 februari 1976   | Brazilië      | Neo                                            |
| Endrigo Pereira                | 5 maart 1994      | Brazilië      | Neo                                            |
| Joel Prado                     | 10 december 1992  | Brazilië      | FW Engenharia-Amazonas Bike-Acos Mil           |
| Leandro Santos                 | 19 februari 1987  | Brazilië      | Geen                                           |

### Overwinningen
| Wedstrijd                                 | Datum           | Categorie | Winnaar          |
| ----------------------------------------- | --------------- | --------- | ---------------- |
| Braziliaans kampioen achtervolging, Piste | 2 augustus 2014 | CN        | Gideone Monteiro |
| Braziliaans kampioen sprint, Piste        | 2 augustus 2014 | CN        | Armando Camargo  |
| Braziliaans kampioen omnium, Piste        | 3 augustus 2014 | CN        | Gideone Monteiro |
| Braziliaans kampioen scratch, Piste       | 3 augustus 2014 | CN        | Robson Dias      |